# Academische werkplaats
Een academische werkplaats is een kennisinfrastructuur waarin praktijk, onderzoek, beleid en onderwijs samenwerken. Concreet betekent dit vaak dat praktijk- en beleidsprofessionals van een of meer praktijkorganisaties structureel samenwerken met opleiders en onderzoekers van een universiteit.
Voorbeelden zijn de academische werkplaatsen publieke gezondheid. De publieke gezondheidszorg vindt plaats buiten universiteiten en universitaire medische centra. Via academische werkplaatsen ontstaat er een nauwere samenwerking en meer, beter wetenschappelijk onderzoek. Door de samenwerking wordt er meer onderzoek gedaan dat bruikbaar is voor de praktijk en vindt de wetenschappelijke kennis vaker de weg naar de praktijk van de gezondheidszorg en het (gemeentelijk) gezondheidsbeleid. De academische werkplaatsen hebben als uiteindelijke doel om het zogenaamde ‘evidence-based' werken te stimuleren.